# Іван Борна Єлич Балта
Іва́н Бо́рна Є́лич Ба́лта (хорв. Ivan Borna Jelić Balta; 17 вересня 1992, Загреб, Хорватія) — хорватський футболіст, центральний захисник словенського «Копера».

## Життєпис
Іван Борна Єлич Балта народився у Загребі. Вихованець молодіжної академії клубу «Младост» (Ждралові). У 2014—2016 роках виступав за резервні склади німецьких клубів «Геллас 94 Бітгайм» і «Штутгартер Кікерс». У 2016—2017 знову виступав за «Младост» (Ждралові), а взимку 2017 року перейшов у «Рудеш», допоміг команді вийти у вищий хорватський дивізіон, де дебютував 13 серпня 2017 року матчі проти «Цібалії». З зими по літо 2018 року грав за «Вараждин», за який провів 8 матчів у другому за силою хорватському дивізіоні. У липні 2018 року перейшов в український клуб «Арсенал-Київ». 22 липня цього ж року в матчі проти ФК «Львів» дебютував у чемпіонаті України. 14 листопада 2018 року співпрацю між київським клубом і гравцем було припинено.

## Досягнення
- Володар Кубка Словенії (1):

«Копер»: 2021-22
- Володар Кубка Боснії і Герцеговини (1):

«Сараєво»: 2024-25